# دائرة المغير
دائرة المغير هي إحدى دوائر ولاية الوادي الجزائرية.
تم انشاؤها كدائرة سنة 1974 تتربع على مساحة 5392.80 (كيلومتر مربع). يحدها شمالاً بسكرة وخنشلة وشرقاً وادي سوف ومن الغرب الولاية المنتدبة أولاد جلال ومن الجنوب الولاية المنتدبة تقرت، ويمر عبرها الطريق الوطني رقم 3 الذي اكسبها موقعا استراتيجيا فلقبت بجوهرة منطقة وادي ريغ لأنها تتوسط المنطقة. تتميز بتربة خصبة صالحة لزراعة العديد من الخضر والفواكه بالإضافة إلى زراعة النخيل حيث تكتسب تمور المنطقة شهرة عالمية أدى بها للمشاركة في كبرى المعارض الزراعية.
المغير دائرة من دوائر ولاية الوادي وقد تم استحداثها كبلدية ابان الاستعمار سنة 1945 وكدائرة في التقسيم الإداري سنة 1974 وقد كانت تابعة لولاية بسكرة ثم لولاية الوادي ومن ثم تم ترقيتها إلى ولاية منتدبة سنة 2014 وذالك في برنامج فخامة رئيس الجمهورية من بين 10 ولايات منتدبة ويرجع تاريخ انشائها إلى 1840 سنة وقد سكنتها قبيلة زناتة الامازيغية وأول منطقة عمرت هي تميدونت والتي تقع بمنطقة قرية انسيغة وبعدها تحولت القبيلة إلى المنطقة الثانية واسمها اوسلي واكرام الواقعة شرق قرية دندوقة وهناك تم الاختلاط بين الأعراق بالعرب القادمون من التل وكانوا بدو ورحل والزنوج ذوي الأب الأفريقي وأم البربرية وقد شكل جنس جديدي ما يدعى بالحشاشنة وبالمصطلح العام أي الرواغة أي سكان واد ريغ. مع العلم ان البعض من قبيلة زناتة قد اكملو رحلتهم إلى الجنوب أي منطقة جامعة وتقرت وورقلة وغرداية واقصى الصحراء. ومن اوسلي واكرام انتقلت إلى منطقة اسمها هبتون وتقع شمال مقر المدينة بحوالي 02 كلم ثم إلى منطقة سيدي لعراج وبعدها إلى الزاوية والتي هي النواة الاساسية لمقر المدينة وقد اما عن سكان المغير فهم مجموعة من العروش منهم الحشاشنة (الرواغة) وعرب الغرابة (سلمية ورحمان) وأقليات من الدرايسة وأولاد نايل وأهل بن علي والشرفة وأولاد سايح.....الخ